# Guletta (Rose)
Die Zwergrose Guletta, synonym 'Rugul', 'Goldpenny' oder 'Golden Penny' wurde 1973 von der holländischen Firma De Ruiter Innovations eingeführt. Sie ist ein Abkömmling von 'Rosy Jewel' × 'Allgold'. Der registrierte Name 'Tapis Jaune' (französisch „Gelber Teppich“) verweist auf die dicht nebeneinander stehenden Blüten.
Diese Polyantha-Rose wird 30 bis 45 cm hoch und erreicht einen Durchmesser von bis zu 45 Zentimeter. Die zitronengelben, dicht stehenden Blüten duften leicht. Sie sind doppelt gefüllt, haben also 17 bis 25 Kronblätter.

## Nachweise
- Eintrag bei helpmefind.com